# Yō Gotō
Yō Gotō (jap. 後藤 洋, Gotō Yō; * 1958 in Akita, Präfektur Akita) ist ein japanischer Komponist und Musikpädagoge.

## Lebenslauf
Sein Studium der Musik absolvierte er an der Universität Yamagata in Yamagata, Japan. Er vervollständigte seine Studien im Bereich Komposition am Tokyo College of Music bei Shinichiro Ikebe und Kaneda Shigenari sowie an der University of North Texas bei Cindy McTee.
Er komponierte und arrangierte viele Schul- und pädagogische Werke. Ferner betätigt er sich als Musikkritiker und Musikwissenschaftler. Seine Kompositionen sind nicht nur in Japan bekannt, sondern auch in den USA und Europa. Er ist ein gefragter und geschätzter Dozent bei Workshops und Band-Clinics, bei Musikwissenschaftlern, Dirigenten und internationalen Verbänden des Blasmusikwesens. Insbesondere seine pädagogischen Fähigkeiten werden immer wieder gelobt und hervorgehoben. Seine Kompositionen wurden mehrmals als Pflichtwerke für Blasorchesterwettbewerbe in Japan, den USA und in Europa nominiert und festgelegt. 2011 erhielt Gotō für sein Werk Songs for Wind Ensemble den Sousa/ABA/Ostwald Award der American Bandmasters Association.
Er ist Vorstandsmitglied der Academic Society for Winds, Percussion and Band in Japan und Berater für das Japan Band Clinic Committee.

## Kompositionen

### Werke für Blasorchester
- 1976 Impromptu
- 1983 Quadrille for Band
- 1998 Lux Aeterna, Funiculi Funicula Rhapsodie
- 2002 A Festival Suite
  1. Parade
  2. Ceremony
  3. Fiesta
- 2004 Dancing in Air for Concert Band
- A Poetry of Breeze
- A Prelude to the Shining Day
- Fantasy on Madame Butterfly
- WINGS
- Songs for Wind Ensemble

### Werke für Percussion
2005 A Rainy Perspective (solo vibraphon)
- Aggression for Six Snare Drums (percussion ensemble 6)
- Airs for Solo Timpani (solo timpani)